# Takátsy Péter
Takátsy Péter (1969. március 19. –) magyar színész, a Budapesti Katona József Színház tagja.

## Életút
1993-ban végzett a Színház- és Filmművészeti Főiskolán, majd a Katona József Színház társulatának tagja lett. Nagy hatással volt rá Halász Péter, ezért egy évig, a 2001/2002-es évadban a Város Színház tagja volt, majd visszaszerződött a "Katonához". Gyakori közreműködője a TÁP Színház és a Frenák Pál Társulat produkcióinak.
2010-ig közel száz filmet szinkronizált. Legtöbbször Don Cheadle szólalt meg magyarul a hangján
A TÁP Színház-ban bemutatott A színek háborúja című darabnak írója és rendezője is.
Jellemzés
"Ivica Boban és Mladen Vasary tervezte Zsámbéki Hamletjéhez a koreográfiát (1992). Takátsy Péter és Rajkai Zoltán, két főiskolás fiú szemkápráztatóan mozgott. Úgy látszott, nincs olyan nyakatekert mozdulati előírás, amit ne teljesítenének anyanyelvien. Könnyedek voltak. Bravúrosak. Fikarcnyi öntetszelgő mozgáskényszer nélkül.
Értelmesen beszéltek testükkel. Némileg korán jöttek. Első fecskék repültek be a Kamra színpadára. Megelőzték napjainkat, amikor a drámai színész bőgése lassan kikopik a használatból. És a fiatal színészek sokoldalún kiképzettek: hangszeren játszanak, énekelnek, táncolnak, artisták is, ha kell. Nem új divatú színházi fazon. A kóbor vásári színészek is kötélen egyensúlyozástól jellemfestésig tudtak mindent. Szükség esetén fogat is húztak."

## Szerepeiből

### Színház
Főiskolásként az Arinoza Színházban
- Boris Vian: Mindenkit megnyúzunk (André)

Főiskolásként a „Katonában”
- Shakespeare: Hamlet (Voltimant, színész)
- Heinrich Böll: Katharina Blum elvesztett tisztessége
- Németh Ákos: Müller táncosai (Nyúl)
- Ödön von Horváth: Hit, remény, szeretet (Rendőr)
- Milan Kundera: Jakab meg a gazdája

Főiskolai vizsgaelőadások
- Poliakoff: ...És te, szépségem, igen-igen, te... (Rex)
- Heltai Jenő:
  - Fehér rózsás úr (Kispincér)
  - Menazséria (A fiatal úr)
  - Az orvos és a halál (Az asszisztens)
- Parti Nagy Lajos: Ibusár megállóhely (Kleisermann Mihály)

A „Katonában”
- Büchner: Danton halála (Legendre)
- Molière:
  - A fösvény (Valére)
  - Tartuffe (Lőrinc)
  - Mizantróp (Acaste)
- Shakespeare:
  - Julis Ceasar: (Titinius)
  - Szeget szeggel (Péter, szerzetes)
  - Pericles, Tyrus hercege (Thaliard; a gyilkos Leonin és a kerítő boult szerepében is)
  - A vihar (Sebastian)
  - Troilus és Cressida (Aeneas)
  - Macbeth (Első gyilkos)
- Halász Péter-Kornis Mihály-Bereményi Géza: Hatalom, Pénz, Hírnév, Szépség, Szeretet
- Pirandello: Ma este improvizálunk
- Stoppard: Rosencrantz és Guildenstern halott (Alfred)
- Parti Nagy Lajos: Mauzóleum (Lapos Elemér)
- Gábor Andor: Mit ültök a kávéházban?
- Halász Péter: Pillanatragasztó
- Garaczi László: Prédales (Egon)
- Gombrowicz: Yvonne, burgundi hercegnő (Úr)
- Stoppard: Árkádia (Jellaby)
- Egressy Zoltán: Portugál (Pap)
- Jeles András: Szenvedéstörténet
- Szlavkin: Karikajáték (Vlagyimir Ivanovics)
- Nestroy: A Talizmán (Laposy úr)
- Brecht:
  - Koldusopera (Filch)
  - Puntila úr és szolgája, Matti (Az attasé)
- Walser: King Kong lányai  (Csésze bácsi)
- Widmer: Top Dogs (Patrik)
- Kleist: A bosszú (vándor)
- Spiró György: Koccanás (Segédmunkás; Ételszállító; Turista; Tüntető; Térítő)
- Congreve: Így él a világ (Derek)
- Vannai András-Bodó Viktor: Ledarálnakeltűntem
- Schimmelpfennig: Előtte-utána
- Papp András-Térey János: Kazamaták
- Thomas Bernhard: Pisztrángötös (Zsonglőr)
- Vvegyenszkij: Ivanovék karácsonya
- Gorkij: Barbárok (Pritikin)
- Srbljanović: Sáskák (Fredi, 39)
- Calderón: Az élet álom (Astolfo)
- Tadeusz Słobodzianek: A mi osztályunk (Rysiek)

Bozsik Yvette társulatában
- Kabaré

Halász Péter produkcióiban
- Nosferatu org.
- Slicc
- Csudafa (A mézkirály)

Merlin Színház
- Csányi János: A játék (Tamás)

Zsámbéki Nyári Színház
- Csehov: Lakodalom (Pincér)
- Andrejev: Szabin nők elrablása (Római férfi)
- Shakespeare: Szentivánéji álom (Lysander)
- Bleont-Victor Hugo: A Párizsi Notre-Dame (Zsak)

Esztergomi Várszínház
- Drzic: Dundo Maroje (Sadi)

Budaörs - Kőhegy
- Passió (Júdás; Genius; Caritatis)

Pepsi Sziget Színpad
- Davies: Feltámadás

Színházművészeti Egyetem
- Halliwell: Kicsi Malcolm harca az eunuchok ellen

TÁP Színház
- Anselmus szindróma (Taki)
- Clübb bizárr örfeüm
- Hakni, de komolyan
- Keresők[3]
- TÁP Varieté
- Fisherman's Friend (Halász Péter emlékére)
- TÁP TRAVI VARI

## Mozgókép

### Film
- Clara
- Herminamező-Szellemjárás  (színész, dramaturg)
- Szezon
- 1000-szer Júlia
- Blokád

### TV
- Angyalbőrben
- Kisváros
- Koccanás
- Hacktion: Újratöltve
- A berni követ
- Egynyári kaland
- Félvilág
- Munkaügyek
- Tóth János
- A mi kis falunk
- Árulók
- Drága örökösök
- A tanár
- Doktor Balaton
- Keresztanyu
- A Séf meg a többiek
- Tündérkert – Kísértések kora
- Marsra magyar!
- Drága örökösök – A visszatérés
- S.E.R.E.G.

### Szinkron
- Fogságban: Bob Taylor - David Dastmalchian
- Rémálom az Elm utcában: Glen Lantz
- South Park: Kyle Broflovski (1. hang) - Matt Stone
- Ocean’s Eleven – Tripla vagy semmi: Basher Tarr
- Ocean’s Twelve – Eggyel nő a tét: Basher Tarr
- Ocean’s Thirteen – A játszma folytatódik: Basher Tarr
- Mézengúz: Barry B. Benson
- Sherlock: Anderson
- Blood+: Solomon Goldsmith
- Bleach: Szayel Apollo Granz
- Naruto (Animax-változat)
- Trinity Blood - Vér és kereszt
- Transformers: Energon (Cartoon Network-változat): Vasököl
- Transformers: Cybertron (Cartoon Network-változat): Sörét
- Harmadik műszak : Carlos Nieto - Anthony Ruivivar
- A Sólyom végveszélyben: Shawn Nelson
- Van Helsing: Velkan
- Don Cheadle
- Ragadozók (film, 2010): Stans
- Vasember 2.: James Rhodes ezredes/Hadigép
- Vasember 3.: James Rhodes ezredes/Hadigép
- Bosszúállók: Ultron kora: James Rhodes ezredes/Hadigép
- Törtetők
- A korona hercege: Csong Hugjom
- Tini titánok: Vörös X (3. évad 2. rész), Malchior, a sárkány (3. évad 6. rész)
- Batman kontra Robin (Batman vs. Robin): Anton Schott/A Babagyáros
- Mélytengeri pokol: Dylan O'Brien

### Rádió
- Szerb Antal: Utas és a holdvilág (utas)
- Ödön von Horváth: Férfiakat Szelistyénnek

## Díjai
- PUKK-díj (1995, 2013)